# 荏田
荏田（えだ）は、神奈川県横浜市青葉区と都筑区にまたがる地名。現行行政町名として青葉区荏田町・荏田北一〜三丁目・荏田西一五丁目、あざみ野南一〜四丁目及び、都筑区荏田南一〜四丁目・荏田東一〜四丁目・荏田南町・荏田東町がある。
近世には都筑郡荏田村、近代では都筑郡山内村大字荏田となり、横浜市港北区荏田町、横浜市緑区荏田町等を経て、現在の町名へと分離した。荏田は、矢倉沢往還の人馬継ぎ立場（宿場「荏田宿」）として発展した。

## 沿革
- 1868年（慶応4年）6月17日 廃藩置県により神奈川府を設置。神奈川府都筑郡荏田村となる。
- 1868年（明治元年）9月1日 神奈川府が神奈川県となり、神奈川県都筑郡荏田村となる。
- 1889年（明治22年） 都筑郡石川村、黒須田村と合併し、都筑郡山内村大字荏田となる。
- 1939年（昭和14年）4月1日 横浜市に編入し、新市域の一部より港北区となる。また、大字が町となり、横浜市港北区荏田町となる。
- 1969年（昭和44年）10月1日 港北区から緑区が分区。横浜市緑区荏田町となる。
- 1978年（昭和53年）4月29日 土地区画整理事業（小黒）[1]に伴い、横浜市緑区荏田町の一部より、緑区荏田北一丁目〜三丁目を新設[2]。
- 1983年（昭和58年）8月8日 住居表示実施[3]に伴い、緑区荏田町の一部より、緑区荏田東三丁目、荏田南一・二・三・五丁目を、緑区荏田町、池辺町、川和町の各一部より、緑区大丸、見花山を新設[4]。
- 1983年（昭和58年）9月11日 土地区画整理事業（富士塚）[1]に伴い、緑区荏田町、市ケ尾町の一部より、緑区荏田西一丁目〜五丁目を新設[2]。
- 1987年（昭和62年）5月6日 住居表示実施[5]に伴い、緑区荏田町の一部より、緑区荏田東一・二・四丁目、荏田南四丁目を、緑区荏田町、池辺町から港北区茅ケ崎南五丁目を新設[4]。
- 1987年（昭和62年）6月5日 緑区荏田町の一部を港北区に編入。一部が再度横浜市港北区荏田町となる。
- 1992年（平成4年）9月6日 土地区画整理事業（赤田）[1]に伴い、緑区荏田町、新石川一丁目、あざみ野二丁目、荏田北二・三丁目の各一部より、緑区あざみ野南一丁目〜四丁目を新設[2]。
- 1994年（平成6年）11月6日 港北区と緑区を再編し、青葉区と都筑区を新設。同時に住居表示実施[6]を実施し、緑区荏田町の大部分は青葉区荏田町となるが、北東部は都筑区荏田町、南東部は都筑区荏田南町、都筑区荏田東町となる[4]。また、この時に港北区荏田町は都筑区茅ケ崎中央となる。荏田北、荏田西は青葉区に、荏田南、荏田東は都筑区に組み込まれる。
- 1999年（平成11年）10月25日 住居表示実施[7]に伴い、都筑区荏田町の全域が都筑区あゆみが丘となる[4]。

## 地名

### 由来
現在の研究では「荏田」は湿田を示すとされているほか、水源を示す言葉でもあるという説もある。なお、荏田と隣町である石川地区には早渕川の水源がある。そのほかに現在旧跡が残っている山城の城代であった江田三郎の名前に近隣に由来しているともいわれる。なお、東急田園都市線の江田駅は駅名制定当時「荏」が当用漢字（当時）にないため「江」の文字を使用したものである。

### かつて町内に存在した小字名
関耕地・関・釈迦堂・宿・宿裏・原根・宮前・高尺・池尻・権現谷（以上、現在の青葉区荏田町。不動産登記上の字（あざな）は2009年現在も存在する。）深坪（現在の青葉区荏田町、荏田北三丁目）・釈迦堂谷・八反歩・三百久保・宇多り・赤田・第六天（以上、現在の青葉区荏田町、荏田北三丁目、あざみ野南一丁目〜四丁目の各一部）・大入（現在の青葉区荏田北三丁目）・稲荷谷（現在の青葉区荏田北一丁目〜二丁目）・小黒・長谷（現在の青葉区荏田北二丁目）・猿田（現在の青葉区荏田西一丁目～二丁目）・袖振・富士塚（現在の青葉区荏田西二丁目〜三丁目）・泉日向（現在の青葉区荏田西三丁目）・泉田向（現在の青葉区荏田西四丁目）・折田（現在の都筑区荏田南四丁目）・華蔵台（現在の都筑区荏田南五丁目）・中村（現在の都筑区荏田東五丁目、荏田南町）・牛ヶ谷（現在の都筑区荏田南二丁目～三丁目）・池田（現在の都筑区荏田東二丁目）・京塚（現在の都筑区荏田東一丁目・三丁目）・中瀬（現在の都筑区荏田東一丁目）・矢崎（現在の都筑区荏田東町）・大谷

## 交通

### 道路
- 国道246号（矢倉沢往還・大山街道）
- 東名高速道路

### 鉄道
- 江田駅
  - 東京急行電鉄田園都市線

### バス
- 江田駅
  - 東急バス
  - 1番乗り場…勝田方面
    - <綱44> 綱島駅（道中坂下経由）
    - <綱45> 綱島駅（センター南駅・道中坂下経由）

  - 2番乗り場…東名江田方面
    - <た51> あざみ野駅・たまプラーザ駅（東名江田・あざみ野駅・保木入口経由）
    - <た51> 虹が丘営業所 ※平日夜間1本のみ

  - A乗り場（江田記念病院前）
    - <鷺22> 青葉台駅（市が尾駅経由） ※深夜バス平日1本のみ
    - 高速青葉台線ナイト・アロー、ミッドナイト・アロー ※深夜急行バス平日のみ・降車のみ乗車不可

  - 横浜市営バス　
  - 4番乗り場…荏田南・みずきが丘方面
    - <301> 仲町台駅（荏田南・都筑ふれあいの丘経由）
    - <304> センター南駅（みずきが丘経由）
- 東名江田バス停
  - 東名ハイウェイバス
  - 小田急ハイウェイバス（一部の便は通過）

## 施設
総合病院としてイムス横浜新都市脳神経外科病院と江田記念病院のふたつの病院が近隣にある。